# 13325 Valerienataf
13325 Valerienataf este o planetă minoră (asteroid), cu un diametru de 3,917 km, din centura de asteroizi. A fost descoperită pe 18 septembrie 1998 la Stația Anderson Mesa de Lowell Observatory Near-Earth-Object Search și a fost numită după Valérie Nataf⁠(d). 
Obiectul prezintă o orbită caracterizată de o semiaxă mare de 2,2219646 UAi, o excentricitate de 0,08, o înclinație de 4,90099 ° în raport cu ecliptica.